# Aristolochia pohliana
Aristolochia pohliana Duch. – gatunek rośliny z rodziny kokornakowatych (Aristolochiaceae Juss.). Występuje endemicznie w Brazylii (w stanach Bahia, Mato Grosso do Sul, Minas Gerais oraz São Paulo). Roślina ta bywa uprawiana.

## Morfologia
PokrójBylina pnąca.
LiścieMają okrągły lub sercowaty kształt. Mają 5,5–35 cm długości oraz 1,5–3 cm szerokości. Całobrzegie, z tępym wierzchołkiem. Są owłosione od spodu. Ogonek liściowy jest nagi i ma długość 3–12,5 cm.
KwiatyPojedyncze.
OwoceTorebki o owalnym kształcie. Mają 5,5 cm długości i 3 cm szerokości.

## Biologia i ekologia
Rośnie na nieużytkach i w zaroślach. Występuje na wysokości do 1500 m n.p.m.